# گون گزی
گون گزی (نام علمی: Astragalus brachycalyx) ماننا یا مانا ایرانی نام یک گونه از سرده گون است که نام آن از واژه یونانی «brachy» به معنای کوتاه و «کاسه گل» به کاسبرگ گل گرفته شده است، گونه‌ای از حبوبات است که معمولاً در دامنه‌های کوه‌های سنگی در غرب آسیا از غرب ایران و شمال عراق تا ترکیه، یافت می‌شود و معمولاً به عنوان منبع صمغ کتیرا استفاده می‌شود.

## شیرینی گز
شیرینی ای که در نواحی اصفهان به نام گز ساخته می‌شود نیز نام خود را از شهد ساخته شده از پسیل گز که اختصاصاً بر روی این درختچه جایگیر می‌شود گرفته است. ارزش انگبین گون (گزانگبین) در این است که یکی از معدود قندهای فروکتوز به تنهایی در طبیعت می‌باشد. گزانگبین در منابع مختلف تحت عناوین گز خوانسار، انگبین گون، ترنجبین اصفهان و شهد پارسی نام برده شده است
گز خوانسار یا انگبین گون که از آن انگبین تهیه می‌شود که دارای ساکارز، موسیلاپ و پراکسیداز است.